# ねこわっぱ!
『ねこわっぱ!』は、松本直也による日本の漫画。『週刊少年ジャンプ』（集英社）2009年27号において読み切り版が掲載後、同年50号から2010年11号まで連載された。話数カウントは「ねがいごと○」。全13話。

## あらすじ
八百万の神が住む日本には、各地に数え切れぬ神社が存在し、様々な神々を奉っている。その中の一つである廃れた猫又の森神社に人間の女の子の赤ちゃんが捨てられていた。化け猫一家に拾われ、神々の住む世界「神界・高天原」で育った女の子「タマ」は、一人前の神様となるため、人間界へやって来た。

## 登場人物

### 主要登場人物
猫森タマ（ねこもり タマ）
本編の主人公である女の子。赤ん坊の頃に猫又神社に捨てられ、神社の神であるネコの養子として育てられた。
服装はネコの耳と尻尾のついているピンクのコート、赤いスカートを着ている。足は素足に下駄履き。また、パンツににゃん吉と描いてあり、猫の絵も一緒に描かれている。
現在は、並外れたパンチ力とジャンプ力、狐火を食らってもまるでダメージを受けない耐久力（少々黒焦げになる程度）、猫との会話能力など、いろいろ人間離れした能力を持つ。また、飛んでいる銃弾を手で取る、自動車を軽々と持ち上げるなど常人離れしている。一方でマタタビで酔っ払うなど猫の弱点も身についてしまっている。神使と呼ばれる化け猫を多数従えており、悪事を働いたものに天罰を下す。
性格は天真爛漫で元気そのもの。かなりの楽観主義だが、他者への思いやりもあり、目標に対し絶対にやり遂げる芯の強さを持つ。
織田信太郎（おだ のぶたろう）
通称おやびん。小学1年生。本編の第二の主人公のような立場。人間界に来たタマが初めて出会った少年。大企業の御曹司で、多少傲慢なところがあるが、心根は優しい。
祠から出てきたタマを「田舎者」と呼んでバカにしていたが、誘拐犯から助けられてからは友達として見ている。
羽柴豊助（はしば とよすけ）
通称トロ助。小学1年生。信太郎と同じく、タマが初めて人間界に来たとき初めて出会った少年。性格はおっとりしている。信太郎の子分で、親分思い。信太郎のことは、おやびんと呼んでいる。夢は漫画家で、第2話では『ねこわっぱ』というタマがモデルの漫画を描いている。
父さん
タマの父親で猫の神様。オスの三毛猫の猫又。神社の参拝客が一向に増えないため、一日中こたつにもぐったり日向ぼっこをしてぼんやりしている。人間界に出ていく時は、中年の男性に変身する。神社に祀られている神様なのにクリスマスを祝うなど、細かいことにはお構いなしの性格である。また、娘であるタマをかなり溺愛しており、度々親馬鹿を発揮し周囲にあきれられることも多々ある。
母さん
タマの母親で猫の神様。日常の傍らで夫の秘密を次々と暴露する。人間界に出て行く時は若い女性に変身する。
長老
タマの祖父。物知りで人間界にも詳しい。野良猫たちの情報ネットワークを利用して情報を集める。作中では解説役として主に活動。

### 見習い神様
狐火キビマロ（きつねび キビマロ）
狐火山に住む狐の神の息子。人形を取るが、頭からは狐の耳が出ている。第3話ラストで初登場。初登場時は完全な狐の姿をしていた。猫又神社からは七光りのドラ息子として嫌われている。高飛車な性格で汚いものを嫌い、タマたちをライバル視している。語尾に「～おじゃる」とつくのが特徴。また、しょっちゅう俳句（正確には川柳）を読む事も。炎を操る神通力「狐火」を扱う。タマと戦って乗り物を破壊され、タマとの決着をつけるため小学校に転校してきた（タマ達の隣のクラス）。六花に惚れている。
狸岩マンゲツ（たぬきいわ マンゲツ）
狸岩神社の神「大佐」の娘。タマとは高天原幼稚園時代のクラスメートで、片思いのアキラに告白するも「猫森の方が好き」とあっさりフラれてしまう。この一件で、幼稚園を卒園後もタマを逆恨みし、敵視している。
飛行機や銃といった極めて近代的な物から人型ロボットまで、特殊な兵器（神具）を操る。神具使用時にはタイムボカン風の説明が入る。
烏間アキラ（からすま アキラ）
烏間神社の神の息子。容姿端麗なことから、女子に人気だが本人はタマのことが好き。タマと一緒の学校に通うために試験を頑張っていた。
蛇沼イカク（へびぬま イカク）
蛇沼神社の神の息子。自分の手は汚さず、他人を利用したり罠にはめたりする卑怯な戦法が得意。ただし仕掛けを施す段階では直接手を汚している。タマによれば、幼稚園時代から卑怯らしい。第一試練ではジェロムの尻に潜んで卑怯技を使用し、雪の洞窟ゾーンで2柱の見習い神様をリタイヤに追い込んだことが確認される。神使を使ってタマを妨害しようとするが、ばれて失格になる。

#### 昇級試験参加の見習い神様
猿山神社の見習い神様
猿山神社の見習い神様。コミックス第2巻43ページでタマの乱入に驚くシーンが初登場。孫悟空のような姿をしている。烏間とチームを組み、第二試練をトップで通過、最終試練にトップで突入する。最終的な合否は不明。
水代神社の見習い神様
水代神社の見習い神様。龍のような神使に乗る。第三試練で上位についていた。最終的な合否は不明。
犬川神社の見習い神様
応援幕が観客席手前に張り出されており、試験参加が確認される。幕には自慢の息子とあり、男子であることが判明している。神社名から、コミックス第2巻49ページに登場したマスチフとハスキー風の犬を連れた見習い神様が彼である可能性があるが、正確には不明。

### 神社の神様
狐火神社の神
狐火山に住む狐の神。キビマロの母。着物を着た狐の姿をしている。第3話ラストでシルエットで初登場。登場当初は語尾にざますと付いていた。教育ママであり、成績はトップでなければ許さない。慈英呂無を信頼している。怒ると慈英呂無が縮み上がるほどに怖い。
狸岩神社の神
狸岩神社に住む狸の神。ドイツ国防軍陸軍風の軍服を（ズボンまで）着用する。マンゲツからは「大佐」と呼ばれる。神社の内部は軍司令部風である。マンゲツには少々振り回され気味である。
烏間神社の神
サリーちゃんのパパ風のヒゲが生えた巨大な烏。烏間が人間の学校に通うことを反対していた模様。結果烏間が昇級試験に一位で合格するという条件を満たしたため、渋々ながらこれを許さざるを得なくなった。
蛇沼神社の神
長老と呼ばれる大蛇。蛇の目の羽織にILove姑息の文字が入った服を着ている。セリフの最後の「じゃ」の部分が「蛇」となるのが特徴。人間が神を目指すことを快く思わず、タマを陥れようと企む。彼のみセリフの文字が明朝体である。

### 高天原の神様
アマテラス大神（アマテラスオオミカミ）
高天原最高位の神様。
天守受売命（アメノウズメノミコト）
高天原に属する女神。依代体質の陽弥呼を悪霊から保護・監視するため、鬼手を見張りに付けた。現世に来る時は陽弥呼の身体を借りて現れる。何かと物騒な発言をし、キレやすく怖い性格をしている。
雪山女命（ユキヤマメノミコト）
高天原に属する冬の女神。
鬼手（オニデ）
天守受売命の部下。毛むくじゃらの巨大な手の化け物。陽弥呼のボディーガードとして天守受売命に派遣されたが、我を忘れて暴走することが多い。
ハムス田（ハムスだ）
ハムス田神社の神。常に種をかじっているただのハムスター。しかし表情を変えず喋ることはできる。
舞句ノ神命（マイクノカミノミコト）
新米神様昇級試験大会の司会者。
審査委員長
新米神様昇級試験大会の委員長。タマに直撃され気絶、その後登場していない。
役所の受付担当者
タマの猫又の森への養子縁組を受け付けた神様。天照大神の怒りを恐れて躊躇するが、結局養子縁組は認可される。

### 神使

#### 猫又の森神社の神使
トラジ
ジュウタンネコという種類のタマに付き従う神使の一人。関西弁を喋る。その名の通り、絨毯のようにペラペラで子供だけを背中に乗せて空を飛び回る事が出来る。トラジ曰く、「大人は重過ぎて乗せる事が出来ず、子供は2人を乗せて飛ぶのが精一杯」とのこと。
保無図（ホームズ）
博識猫の名を持つタマに付き従う神使の一人。匂いを分析して追跡することができる他、薬の調合など科学者の如き卓越した知識の持ち主で、名探偵然としているが変態。
黒助（くろすけ）
タマに付き従う黒猫の神使。武士のような出で立ちをしており、剣術の使い手。
眠り猫（ねむりねこ）
タマに付き従う猫の神使。巨大であり、猫面のような顔をしている。
この他、狐のような顔をした猫の神使、蛇のように長い体をした虎猫の神使、サングラスをかけたキジ虎白猫の神使の3体が存在し、虎猫の神使はいじめっこの捕縛に活躍している。

#### 狐火山神社の神使
狐火山神社の神使
狐火山神社に仕える狐の神使。2体が登場。キビマロの乗る乗り物を担ぐ。尻尾は一本。尻尾を回して飛行することができる。
慈英呂無（じぇろむ）
キビマロに付き従う狐火山最強の神使。上半身ムキムキの暑苦しい風貌をしている。性格はまともであり、ストーカーの魔の手から身を挺して六花を守った。ふんどしの中は安全らしい。

#### 狸岩神社の神使
武装神使（タヌキソルジャー）
狸岩神社に仕える狸の兵士たち。全員、プリーツヘルメットを着用する。いかなる状況でも下半身は無装備のまま。このため極寒の地では陰嚢が凍結する。足音は「タヌッ」。個人名は設定されていないが、囮兵器ME（マウスエスケープ）-400式及びトラップ兵器H2O（ほっかほかのおこた）-1500改を操作した者はこれらの操作に熟達しているという描写がなされた。昇格試験最終版では捕虜を捕らえる活躍を見せた。

### 人間
織田信太郎（おだ のぶたろう）
詳細は#主要登場人物を参照。
羽柴豊助（はしば とよすけ）
詳細は#主要登場人物を参照。
石田六花（いしだ りっか）
タマの友達。小学1年生。「学年のアイドル」と呼ばれ、タレント事務所に所属、CM出演も決まっているらしい。
タマたちの担任の武田先生に好意を寄せており、先生の好みの女になって告白をするために、タマたちの力を借りるが、先生に想いは届かず最後まで子供扱いをされて落ち込んだ。しかし、タマに慰めてもらってから、タマが新しい「好きな人」になった。
前田陽弥呼（まえだ ひみこ）
女子高校生。強い依代体質のため天守受売命から鬼手に守られていたが、鬼手の暴走行為を悪霊の仕業と勘違いして悩んでいた。後にタマ達の奮闘により解決してもらい、猫森神社で巫女として働くことになる。

## 用語
絵馬
神社の格を示す基準になるもの。近くに強い願いを持つ者がいると、持っている絵馬にその願いの内容とその者の名前が映し出され、願いが叶った場合「済」と言う文字が浮き出る。その「済」絵馬は貯めると色々な神具と交換する事が可能で、絵馬の数が多いほど強力な神具に交換することが出来る。
神具（しんぐ）
絵馬と交換でもらえる様々な神様の道具。
職人漆塗り高級駕籠（しょくにんうるしぬりこうきゅうかご・絵馬1200枚）
高級な神様の乗り物。キビマロも愛用している。人間界で言うリムジンに値する。
お祓い棒（おはらいぼう・絵馬30枚）
悪霊を払うことができるありがたい棒。
草薙の剣（クサナギのツルギ・絵馬3000枚）
伝説の宝剣。あくまで観賞用のため、実戦には耐えない。ちなみに本物は非売品。
高天原（たかまのはら）
神様たちが生活する場所。
猫森神社（ねこもりじんじゃ）
タマたちが住む小さな神社。参拝客がほとんどおらず、寂れてしまっている。
狐火山（きつねびやま）
キビマロが住む神の山。
狸岩神社（たぬきいわじんじゃ）
マンゲツが住む神社。神具開発で近年勢力を増してきた尖鋭的な存在。
神使（しんし）
神様が従えることができる特殊な力を持った神聖な生き物たち。
拍手（かしわで）
タマやキビマロが神使を呼び出したり、神具を取り出す行動。神社毎に違うらしく、マンゲツの場合は所謂、腹鼓で行う。

## 読み切り版
タマが拾われてから、神々の住む世界ではなく最初から人間界で暮らしている。と、若干設定が異なっている。
「猫又の森神社に捨てられていた所を化け猫の一家に育てられた」「人間離れした身体能力を持つ」「猫又の森神社を日本一の神社にする事がタマの目標」という設定は共通している。単行本2巻に収録。

### あらすじ
猫又の森神社に捨てられていた人間の女の子・タマを拾った化け猫夫婦。タマは夫婦に大切に育てられた。
ある日、猫又の森神社にやって来た青年・大貴の「妹に会いたい」という願いを叶える為、タマが町で暴れまくる！

### 登場人物
タマ
「首から掛けているのが絵馬ではなく小さな賽銭箱になっている事」「草履ではなく黄色の長靴を履いている事」以外は特に変更された点は見られない。またこの時は柏手（かしわで）を打って神使を呼び出すような描写は見られない。猫達を呼び出すにあたり、超音波を発生する「秘密のベル」と呼ばれる道具で行われている。
パパ上
タマの養父で、「オスの三毛猫の猫又」「タマを溺愛」「人間に化けるとなぜかハゲた姿」という設定は連載版へそのまま引き継がれている。葉巻を咥えている描写が若干多い点が、連載版と異なる。また、山ほどの大きさの化け猫に変身し、誘拐犯を懲らしめていた。
茂加大貴（もか だいき）
両親が離婚し、離れ離れになった妹に会いたいという願いを叶える為、猫又の森神社を訪れた金髪の高校生らしき少年。
重度のシスコン。
大賀六花（おおが りっか）
大貴の妹。設定は違うが、容姿は連載版のキャラ「石田六花」そのもの。
苗字が大貴と違うのは、母の再婚相手の苗字を名乗っている為である。
大企業の社長の娘という事で、下校途中に誘拐犯の三人組にさらわれてしまう。
誘拐犯の三人組
ノッポ、巨漢、リーダー格のサングラス&オールバックの悪党三人組。
最後はタマ達のメガント猫パンチによって成敗される。
リーダーの外見が連載版のキャラ「織田信太郎」に酷似している。

## 単行本
1. 今日から神さま! 2010年3月4日 ISBN 978-4-08-870066-3
2. 開会宣言! 2010年4月2日 ISBN 978-4-08-870067-0